# Friedrich Bellingrodt
Friedrich Bellingrodt (* 17. März 1830 in Daaden; † 9. März 1904 in Köln) war der erste Apotheker in Oberhausen, als ehrenamtlicher Kommunalpolitiker machte er sich um die Entwicklung der Stadt Oberhausen verdient.

## Leben
Friedrich Bellingrodt war der Sohn eines Landapothekers in Daaden. Nach dem Besuch einer Lateinschule begann er eine Apothekerlehre in Düren. Nach diversen beruflichen Stationen, unter anderem auch kurzzeitig als Gehilfe in der Apotheke seines Vaters, und dem zwischenzeitlich abgeleisteten Militärdienst als Einjährig-Freiwilliger in der Funktion eines Militärpharmazeuten eröffnete er schließlich im Jahr 1860, noch zwei Jahre vor Gründung der Bürgermeisterei Oberhausen, die erste Apotheke auf Oberhausener Gebiet.
Ab 1864 gestaltete er – zunächst als Gemeindeverordneter, ab 1875 als ehrenamtlicher Beigeordneter und zeitweise auch als stellvertretender Bürgermeister – den Aufbau der jungen Bürgermeisterei mit. Am 20. Juni 1893 wurde ihm für diese Leistungen die Ehrenbürgerwürde der Stadt Oberhausen verliehen.
Nach 1893 setzte sich Bellingrodt zur Ruhe und verzog nach Köln, wo er ab 1898 zur Geschichte des Kölner Apothekenwesens forschte. Er war Ehrenmitglied im Deutschen Apotheker-Verein und starb 1904 in Köln an einer Lungenentzündung.